# Bram Ronnes
Bram Ronnes (* 17. November 1978 in Enschede) ist ein ehemaliger niederländischer Beachvolleyballspieler.

## Karriere
Bram Ronnes spielte 2001 seine ersten Open-Turniere mit Rodin Merx. 2002 trat er erstmals mit Emiel Boersma an, ohne vordere Platzierungen zu erreichen. Bei den Europameisterschaften 2003 in Alanya und 2004 in Timmendorfer Strand kam er mit Boudewijn Maas jeweils auf Platz 19. Ein Jahr später schied er mit Jaap Vos bei der EM in Moskau durch zwei Niederlagen gegen französische Konkurrenten früh aus. Anschließend bildete er wieder ein Duo mit Boersma.
Bei der Weltmeisterschaft 2007 setzten sich Ronnes/Boersma als Gruppenzweiter gegen zwei punktgleiche Duo durch und unterlagen nach einem weiteren Sieg gegen die Laciga-Brüder erst im Achtelfinale den Russen Barsuk/Kolodinski. Gegen den gleichen Gegner unterlagen sie wenig später in der dritten Hauptrunde der EM in Valencia; auf der Verliererseite kämpften sie sich fast bis ins Halbfinale, ehe sie dem deutschen Duo Klemperer/Koreng unterlagen. Im folgenden Jahr mussten sie sich in Hamburg zweimal im dritten Satz geschlagen geben. Anschließend nahmen sie am olympischen Turnier in Peking teil. Mit einem Sieg gegen die Deutschen Brink/Dieckmann sicherten sie sich als Gruppendritter die Teilnahme am Playoff-Spiel, das sie wenige Stunden später gegen Klemperer/Koreng verloren. Nach den Spielen beendeten sie ihre Partnerschaft. Bram Ronnes trat 2009 noch mit Jorn Huiskamp an, scheiterte aber in der Vorrunde der WM in Stavanger ohne Satzgewinn.

## Privates
Bram Ronnes älterer Bruder Gijs spielte ebenfalls Beachvolleyball.